# Palác Akropolis
Palác Akropolis je moderní, monumentální, nárožní dům v Praze na Žižkově, s adresami Kubelíkova 1548/27 a Víta Nejedlého 1548/1.

## Historie Paláce Akropolis
Více o divadle Akropolis v samostatném článku Akropolis (divadlo).

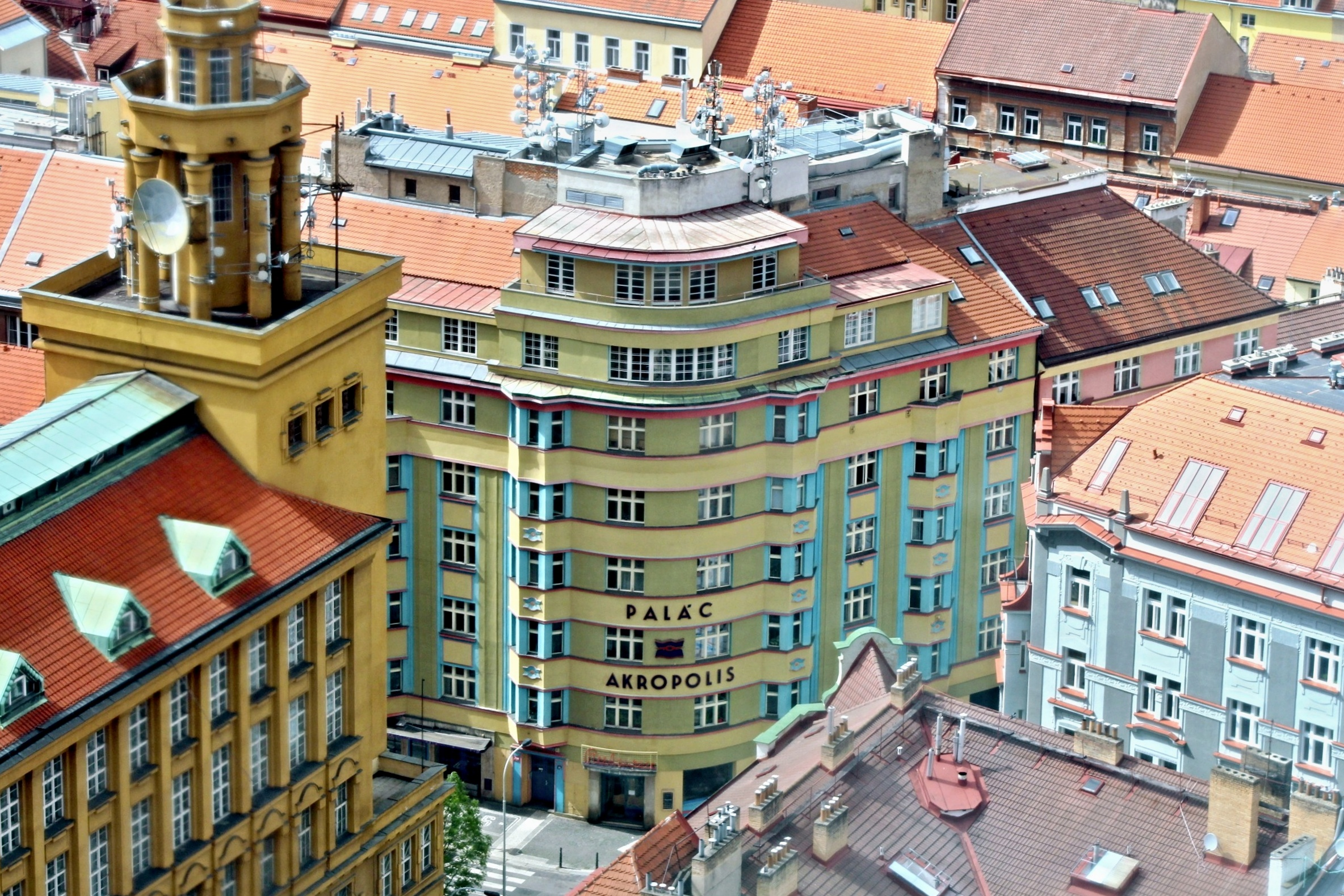
Poloha paláce v žižkovské zástavbě. Pohled z věže Žižkovského vysílače

Architekt Rudolf V. Svoboda započal na svém pozemku se stavbou mohutného rohového domu na horním Žižkově v tehdejší Libušině, dnešní Kubelíkově ulici. Stavba započala údajně v březnu 1927. Dům zahrnoval apartmány, prostorné byty, kavárnu v přízemí a v suterénu divadelní sál. V domě byl moderní výtah a pro suterén byl postaven klasický z ulice vyjíždějící nákladní výtah. Soubor pražského divadla Komedie vedený Prokopem Laitrichem si prostory divadla pronajal a sál byl slavnostně otevřen 23. ledna 1928, uvedením Mahenovy veselohry Ulička odvahy. Od P. Laitricha a dalšího pronajímatele Lince si nakonec divadlo převzal populární herec Karel Želenský se svou manželkou, herečkou Laurou Želenskou, kteří společně vedli divadlo po 6 sezón. Přes nespornou snahu a uměleckou kvalitu programu se nepodařilo zcela naplnit původní koncepci "velkoměstského divadla". Pro zhýčkané pražské publikum bylo divadlo poněkud excentricky položeno. Během Velké hospodářské krize byl architekt Svoboda nucen Akropoli exekučně prodat. Palác zakoupila společnost Krematorium. Společnost se později přejmenovala na Spolek přátel žehu a divadlo postupně upadlo téměř v zapomnění. Další manažer v řadě byl, dosavadní režisér Velké operety Jiří Koldovský, který prosadil radikální řešení. Pod jeho vedením došlo k nezbytné rekonstrukci divadla a k angažmá nového souboru. Se jménem Moderní divadlo zahájilo svou činnost 27. srpna 1939 koncertem orchestru vládního vojska. S novým šéfem činohry Františkem Filipovským, uvedlo Moderní divadlo 3. září dramatizací Jiráskova F. L. Věk. V činoherních představeních vystupovali i herci zvučných jmen tehdejší doby. Divadlo Akropolis zde pak sídlilo pod vedením různých provozovatelů až do roku 1940.

## Divadelní sál
Umělecká výzdoba divadla byla na tehdejší žižkovské poměry nezvyklá. Akademický malíř Štroff ve foyer ztvárnil  výjevy z událostí při vzniku Československa a v suterénu žánrové výjevy z divadelního a filmového světa. Karel Štroff zemřel ze několik let poté. Sál byl koncipován víceúčelově a moderní aparatura s projekcí na pevnou stěnu měla zajistit spokojenost i filmových diváků, což se nikdy nestalo. Divadlo má z ulice Víta Nejedlého široký boční vjezd, používán také jako nouzový východ. Po roce 1948 vzniklo v původních prostorách Městské a oblastní Lidové Divadlo (LD). Později si divadelní prostory pronajmuly Gramofonové závody pro výrobu gramofonových desek a jehel. Interiér divadla, hlavně hlediště bylo zcela zlikvidováno, zvýšené pódium jeviště zůstalo zachováno. Vyklizené prostory se také staly skladem textilií. Z kavárny se stala jídelna.
Dnes je opět v suterénu paláce hlavní sál, ve kterém se konají koncerty a představení napříč hudebními i divadelními žánry. Doplňkem hlavního sálu jsou dva bary, kde se uskutečňují menší hudební produkce, a v přízemí je opět kavárna s částečně zachovaným interiérem. Produkce Paláce Akropolis jsou koproducentem několika tuzemských a evropských projektů jako Liveurope, Punkt nebo Cirkopolis.

## Obyvatelé paláce po roce  1930
Většina stálých obyvatel paláce Akropolis pocházela především z vyšších středních vrstev tehdejší pražské společnosti, a byty v paláci byly poměrně komfortní. (Jako svobodná zde s rodiči žila Věra Peiglerová, známější jako spisovatelka pod svým pseudonymem Fan Vavřincová.). V domě bydleli dva lékaři a oba měli k dispozici svou vlastní ordinaci. Zubní MUDr. Jan Vševid a praktický MUDr. Štěpán Cieslar. Známá komparzistka paní Klíčníková si zahrála i v debutovém filmu Juraje Herze Sběrné surovosti. Film je považován za jednu z nejlepších filmových adaptací Hrabalova díla a byl uveden do kin v roce 1965. V domě také bydleli prarodiče a v mládí i jeden z rodičů Renaty Chlumské, první Češky na Mt. Everestu v roce 1999.

## Obyvatelé Paláce Akropolis mezi roky 1939-1957
| První patro  | Beránkovi | Chlumských | Bořkovcovi  | Kaucká   |             |        |
| Druhé patro  | Ciesler   | Kropáčkovi | Půlkrábková | Brožovi  |             |        |
| Třetí patro  | Barešovi  | Vševidovi  | Tesařovi    | Vítkovi  |             |        |
| Čtvrté patro | Sochorovi | Klíčníkovi | Hochová     | Molíkovi |             |        |
| Páté patro   | Řepová    | Kadlecovi  | Hromádkovi  | Truksovi | Vyletálkovi | Vodovi |
| Šesté patro  | Adamovi   |            |             |          |             |        |

## Květen 1945
Naproti Paláci Akropolis stojí historická budova Mezinárodní telefonní a telegrafní ústředny. Městská telefonní ústředna zabírá plochu dvě třetiny celého bloku mezi  Dvořákova, Ševčíkova a Křížkovského (ulice nesou jména v době protektorátu). Dnešní jména ulic  jsou Kubelíkova, Fibichova a Křížkovského. Mezinárodní ústředna byla obsazena německou armádou a při vypuknutí Pražského povstání postavili obyvatelé Paláce Akropolis a dalších dvou nárožních domů v těsném sousedství ústředny čtyři barikády. V době povstání bránila budovu ústředny jednotka wehrmachtu a 16 příslušníků německé policie, a i němečtí zaměstnanci byli ozbrojeni. V Paláci Akropolis byla improvizovaná ošetřovna a v protějším rohovém domě v restauraci U Mariánského obrazu se pro barikádníky vařila strava. Došlo ke střelbě, ale nikdo nebyl zraněn. Do budovy vnikl v námořní uniformě legionář Čestmír Tuček a rozhodným jednáním přemluvil německého velitele aby se posádka vzdala. Obyvatelé okolních domů si v době povstání uvědomovali důležitost Mezinárodní telefonní a telegrafní ústředny pro Pražské povstání a je skoro neuvěřitelné, že v nejbližším okolí vyrostlo dalších více než dvacet barikád. Během okupace skončilo devět českých zaměstnanců ústředny v koncentračních táborech, jeden zahynul při náletu. Vlevo od hlavního vchodu je pietní místo s pamětní deskou, na které se jmenovitě uvádí 15 padlých během okupace. Po pěti obětích se v archivech stále pátrá za jakých okolností během Pražského povstání položili život..

## Vlastnictví
Po druhém majiteli domu a to Spolku přátel žehem se nemovitost postupně dostala do správy Prahy 3. V roce 1991 založila skupina nadšenců Žižkovskou divadelní a hudební agenturu (ŽDHA) a dům Akropolis odkoupila od žižkovské radnice za 4,5 miliónu korun. Agentura ŽDHA se dostala do finančních problémů a požádala o pomoc radního Pavla Hurdu. Postupně se radní, politik a podnikatel Pavel Hurda stal většinovým podílníkem v agentuře ŽDHA a dnes je vlastníkem nemovitosti zhruba ze 75% prostřednictvím společností ART FRAME PALÁC AKROPOLIS s.r.o., Centrum nezávislé kultury Palác Akropolis, a.s. a BYTY PMH a.s.. Zbylá část nemovitosti je v osobním vlastnictví majitelů bytů.

## Kontroverze
Většinový majitel byl vedením Prahy 3 kolem roků 1999 a 2000 mnohokrát obviněn za prapodivné transakce, které přesto vyústily v rozhodnutí, že Praha 3 prodala pohledávku dlužníkovi Pavlu Hurdovi. Většina transakcí byla důkladně prověřena a podložena. Dotace a granty na provozování kulturní činnosti v Paláci Akropolis v rozmezí let 2000–2010 jsou přesto z tohoto důvodu stále předmětem kontroverzí a obvinění ze střetu zájmů.   Palác Akropolis je držitelem několika čtyřletých grantových podpor, které na základě přísného bodování uděluje nezávislá komise složená z žánrových odborníků. V roce 2019 bylo touto komisí napsáno: "Projekt je přes drobné nejasnosti v rozpočtu zpracován detailně, přehledně a precizně; kvalitní tvůrčí a dramaturgické týmy garantují subjektu autenticitu a rozvoj v rámci evropského kontextu. Tvůrčí tým se totiž smysluplně obklopuje rozmanitou skupinou věkově i genderově diverzifikovaných, vysoce profesionálních dramaturgů, kteří reálně vytvářejí inovativní, zajímavý program. Akropolis také staví na silné divadelní tradici a kontinuitě, která je v žádosti patrná."